# Ruhe-Christi-Kirche

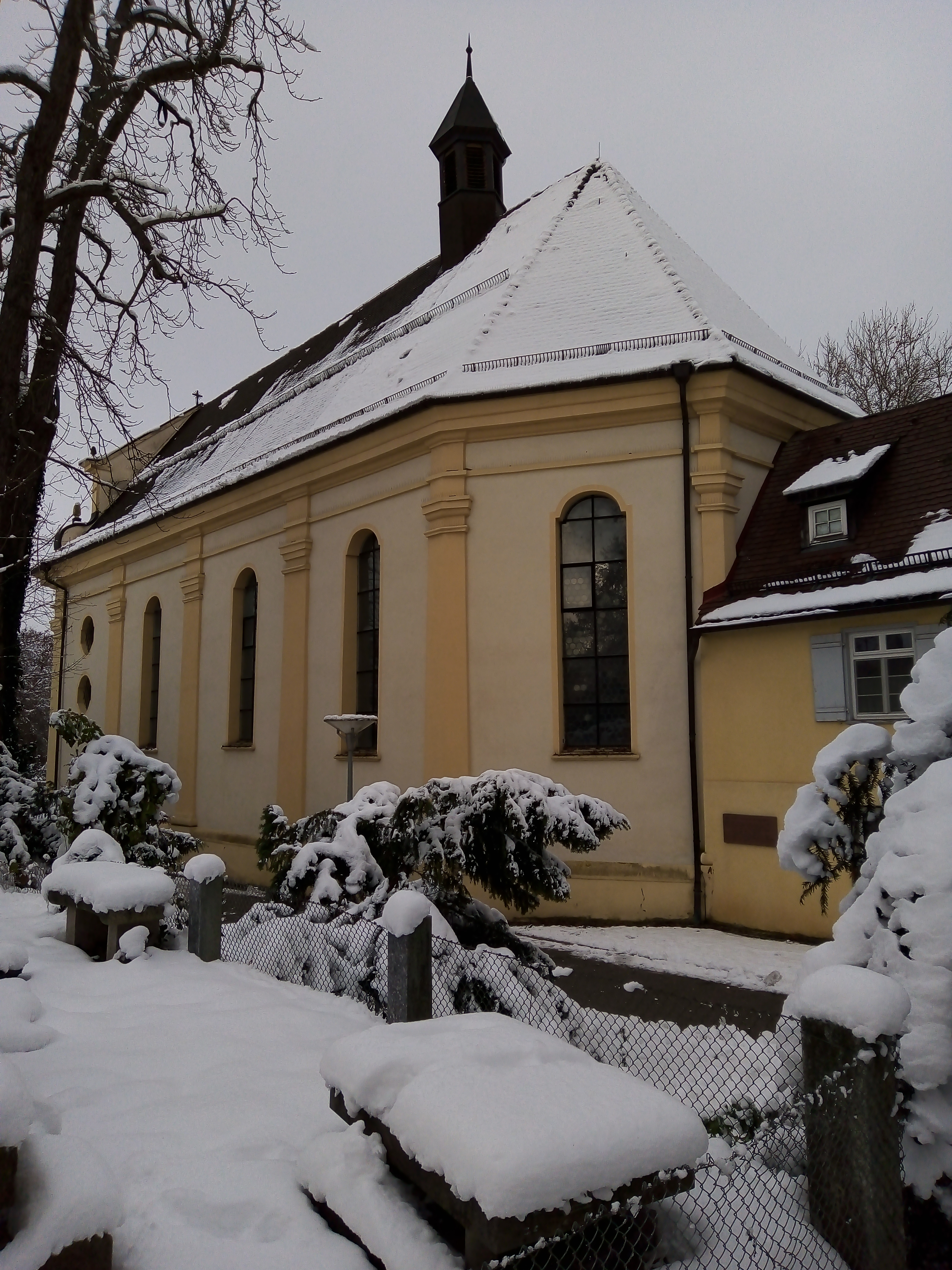
Ruhe-Christi-Kirche von Osten

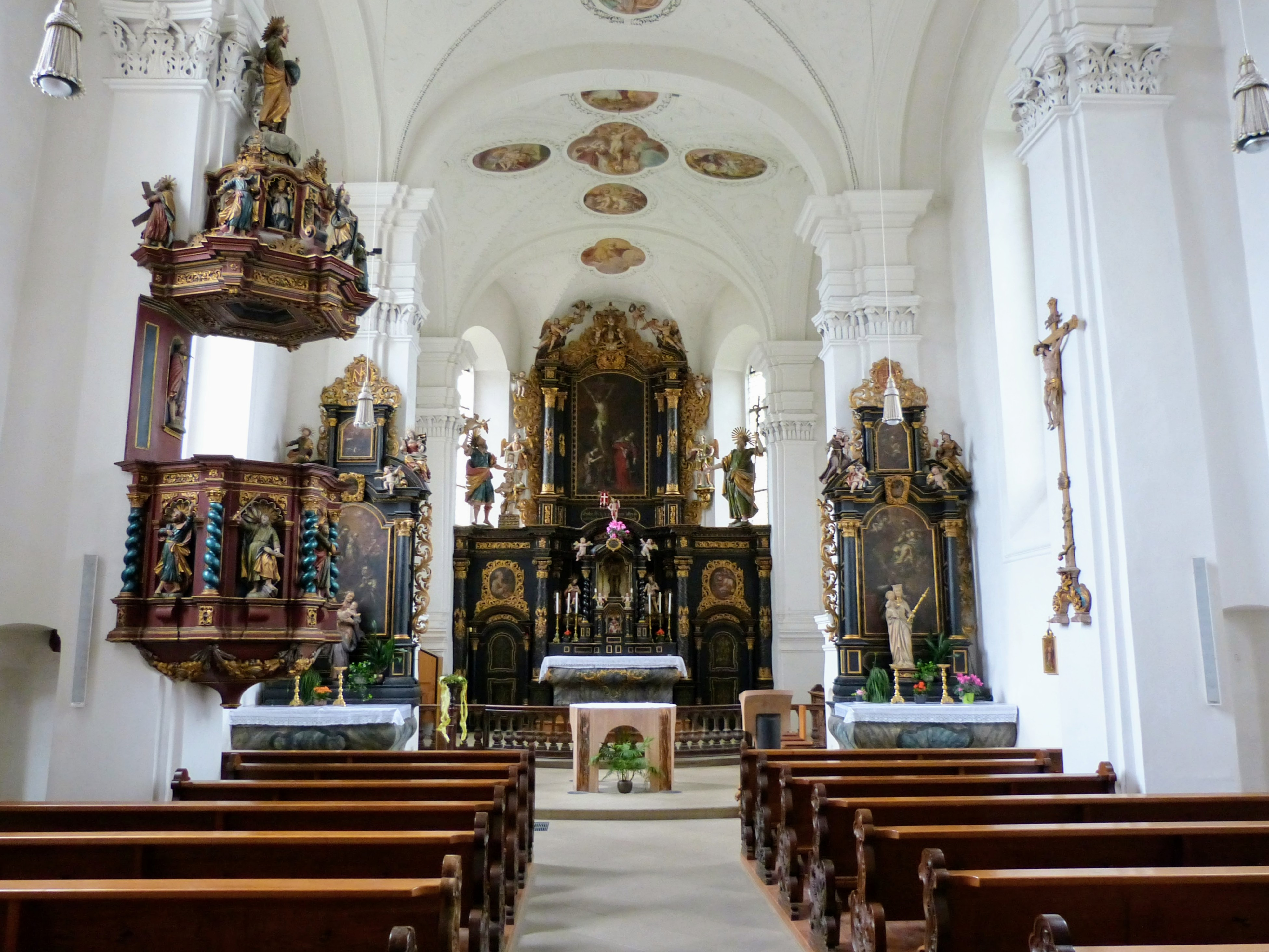
Innenraum der Ruhe-Christi-Kirche Rottweil (2013)

Die Ruhe-Christi-Kirche in Rottweil im baden-württembergischen Landkreis Rottweil ist eine denkmalgeschützte katholische Kirche. Sie gehört zur katholischen Seelsorgeeinheit Rottweil-Hausen-Neukirch in der Gesamtkirchengemeinde Rottweil im Dekanat Rottweil der Diözese Rottenburg-Stuttgart. Sie ist dem Andachtsbild Christus in der Rast gewidmet.

## Geschichte und Architektur

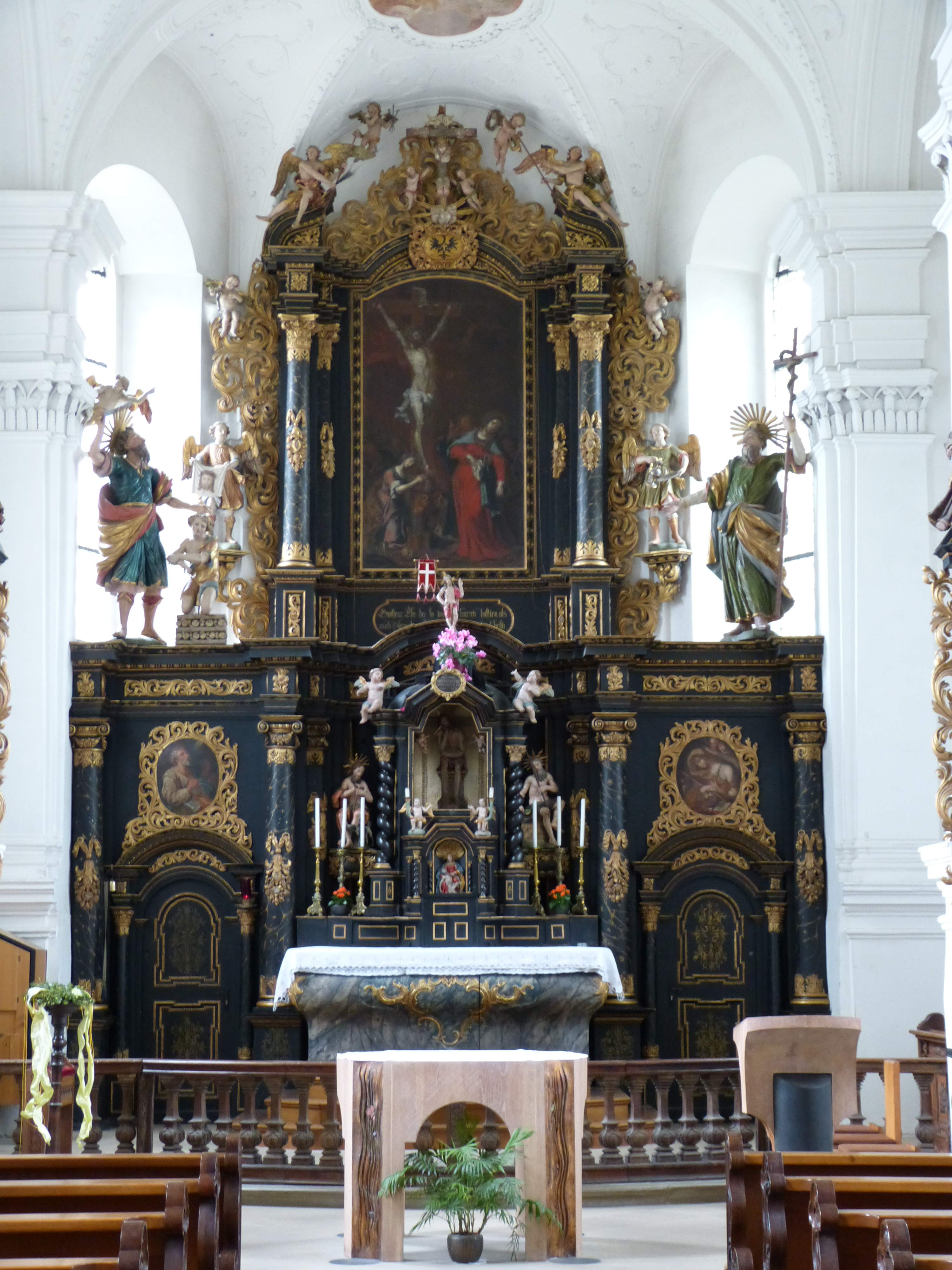
Hochaltar mit dem Gnadenbild

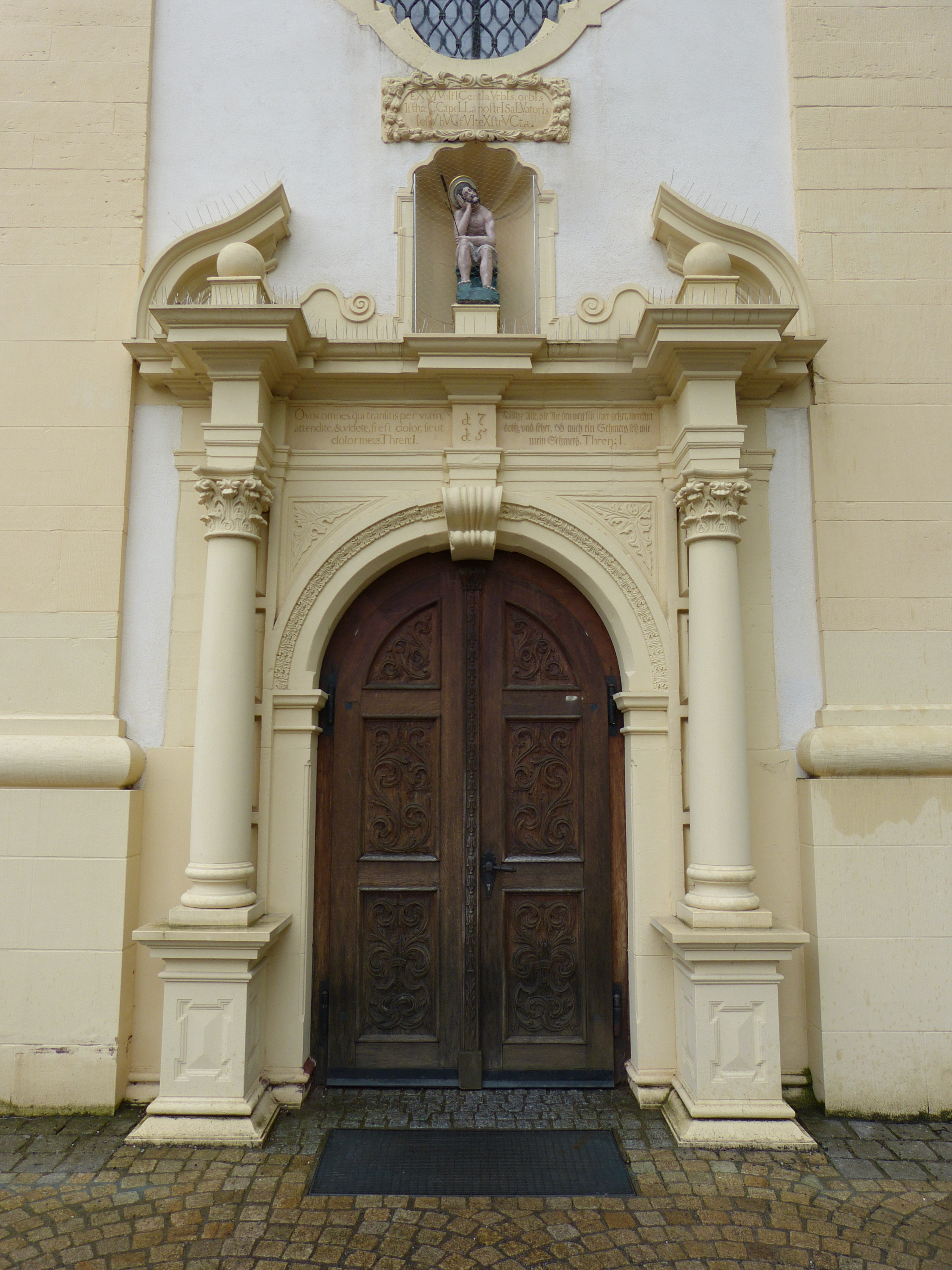
Eingangsportal, darüber die Jahreszahl 1715, flankiert von dem Bibelwort (lateinisch und deutsch), darüber eine Ruhe-Christi-Skulptur, darüber ein lateinisches Chronogramm (1715): „Aus der Freigebigkeit von Stadt und Erdkreis ist diese Kapelle unseres Erlösers Jesus hier errichtet worden.“

Die Kirche wurde an Stelle einer früheren Wallfahrtskapelle von 1662 errichtet, welche wiederum einen Bildstock von 1564 ersetzte. Sie befindet sich in unmittelbarer Nachbarschaft zum Stadtfriedhof.
Die Kirche wurde von 1710 bis 1715 im spätbarocken Stil im Auftrag der Stadt Rottweil durch Matthäus Scharpf erbaut. Am Bau beteiligt waren auch die Maler Johann Glückher und Johann Achert, der Bildhauer Adam Bertsche sowie die Werkstatt von Bartholomaeus Winterhalder in Vöhrenbach.
Es handelt sich um einen rechteckigen Saalbau mit Kreuzrippengewölbe und vieleckigem Ostchor. Das Satteldach hat einen einseitigen Vollwalm und einen Dachreiter. Die Fassade ist mit Pilastern aus gelbem Sandstein gegliedert. Die Westfassade weist einen Dreieckgiebel, Eckvoluten, Gesimsgliederung und Blendfenster auf. Das mittige Rundbogenportal ist mit korinthischen Säulen eingefasst. Das Messmerhaus wurde 1717 an den Chor angebaut. Eine grundlegende Renovierung erfolgte im Jahr 1987.

## Ausstattung
- Votivbild von 1711 mit Abbildung der Vorgängerkapelle
- Hochaltar mit Gnadenbild „Ruhe Christi“, um 1600
- Kanzel im Stil der Spätrenaissance
- Barocke Holzfiguren: Bernhard von Clairvaux und Franz von Assisi in zwei muschelförmigen Nischen an der Westfassade

## Orgel

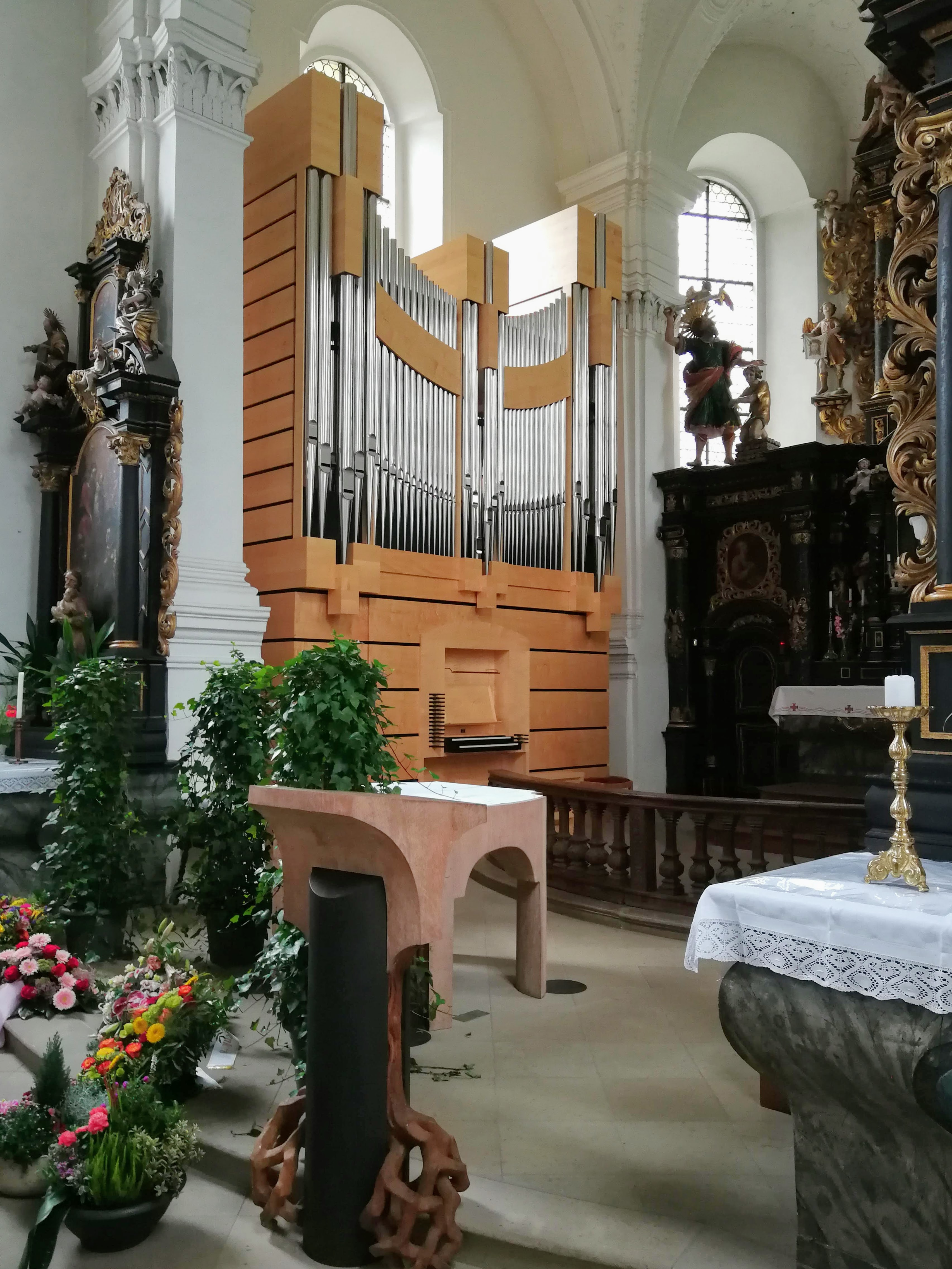
Klais-Orgel von 2014 in der Ruhe-Christi-Kirche

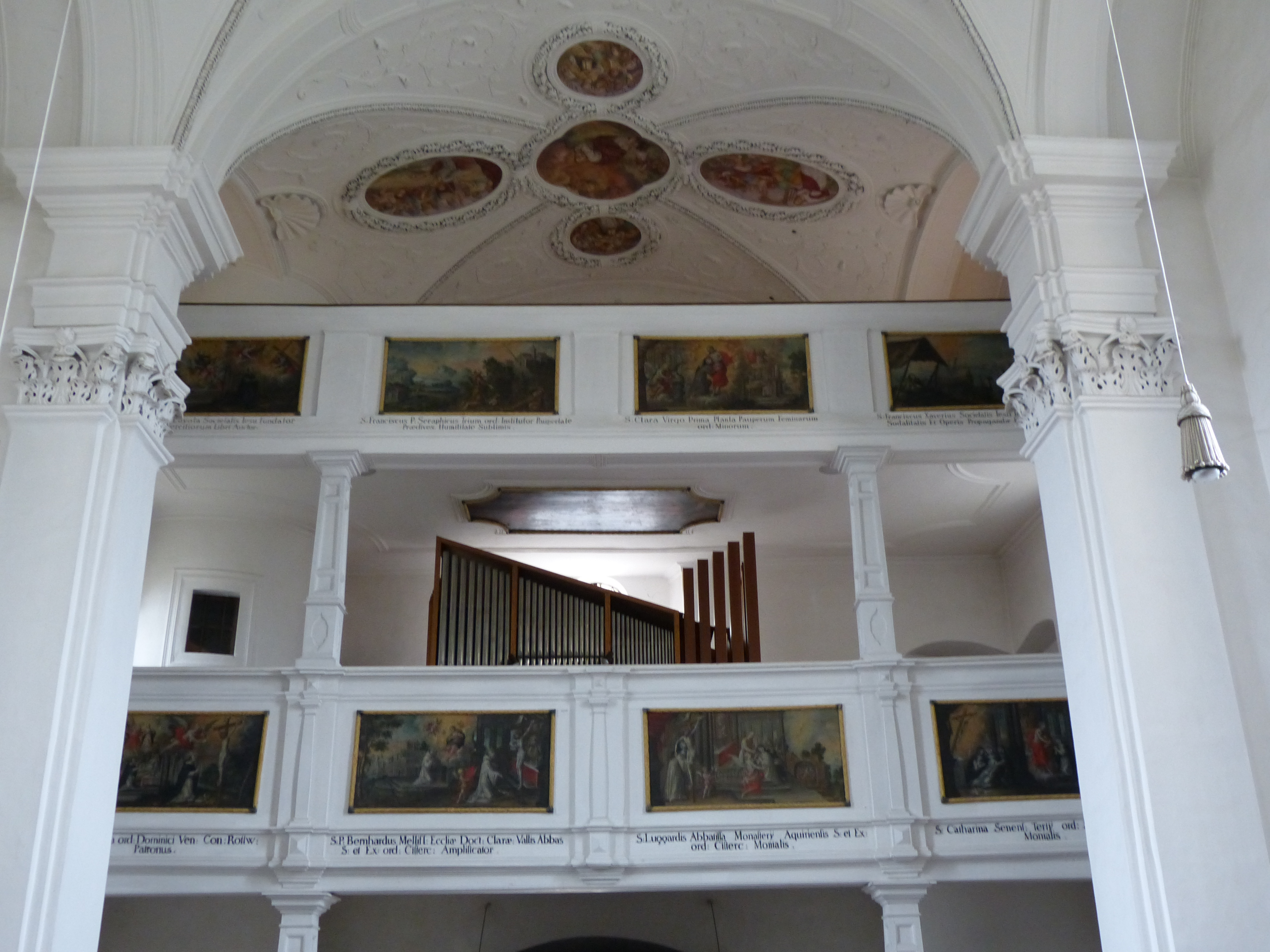
Empore mit der alten Späth-Orgel (2013)

Die erste Orgel wurde durch den Waldshuter Orgelbauer Johann Christoph Albrecht im Jahre 1719 erbaut. Etwa 100 Jahre später wurde dieses Instrument in die Nikolauskirche Buchenberg umgesetzt. Im Jahr 1928 stellte die Orgelbaufirma Gebr. Späth eine Kleinorgel auf. 1990 erhielt die Kirche nach längerer Zeit ohne ein Instrument eine gebrauchte Übergangsorgel, 1969 von der Firma Späth Orgelbau mit neun Registern erbaut, welche zuvor in der Kapellenkirche Rottweil während des dortigen Orgelneubaus verwendet worden war. 2014 wurde schließlich von der Firma Klais, Bonn, die heutige Orgel mit 16 Registern auf zwei Manualen gebaut. Regionalkantor Wolfgang Weis entwarf das Instrument zusammen mit Orgelbau Klais in Anlehnung an süddeutsche Barockorgeln. Sämtliche Manualregister stehen auf Wechselschleifen. Gedackt 8′ und Trompete 8′ sind wahlweise in einem Manual oder im Pedal spielbar, die anderen Register im ersten oder zweiten Manual, die Mixtur im ersten Manual mit oder ohne Terzchor. Die Disposition lautet:
| I. + II. Manual C–g3 |                |                    |
| 1.                   | Principal      | 08′ (I/II)         |
| 2.                   | Viola da Gamba | 08′ (I/II)         |
| 3.                   | Traverse       | 08′ (I/II)         |
| 4.                   | Gedackt        | 08′ (I/P)          |
| 5.                   | Quintatön      | 08′ (I/II)         |
| 6.                   | Octav          | 04′ (I/II)         |
| 7.                   | Hohlflöte      | 04′ (I/II)         |
| 8.                   | Nasat          | 2 ⁄3′ (I/II)       |
| 9.                   | Octav          | 02′ (I/II)         |
| 10.                  | Flöte          | 02′ (I/II)         |
| 11.                  | Terz           | 1 3⁄5′ (I/II)      |
| 12.                  | Mixtur         | 1 ⁄3′ (I III/I IV) |
| 13.                  | Trompete       | 08′ (II/P)         |
|                      | Tremulant      |                    |

| Pedal C–f1 |           |     |
| 14.        | Subbass   | 16′ |
| 15.        | Octavbass | 08′ |
| 16.        | Fagott    | 16′ |

- Koppeln: II/I, sub II/I, II/P, I/P